# Ottobrunn
Ottobrunn là một đô thị ở Munich bang Bayern thuộc nước Đức.